# Myrelegeme
Et myrelegeme (elaiosom af græsk: elaion = "olie" + soma = "legeme") er en kødet dannelse, som findes hæftet på frø af mange plantearter. Myrelegemer er rige på fedtstoffer og proteiner, og de kan have mange forskellige udformninger. Mange planter danner myrelegemer for at tiltrække myrerne, som bringer frøene hjem til tuen, hvor de bruger myrelegemet som foder til deres larver. Når myrelegemet er ædt, lægger myrerne frøet uden for tuen, hvor jorden er rig på næringsstoffer, som stammer fra myrernes føderester, ekskrementer og døde myrer. På den måde får frøene gode spiringsbetingelser.
Denne form for frøspredning kaldes myrmecokori (af græsk myrmex = "myre" + kore = "affald"), og symbiosen ser til at være til fælles gavn, for planterne har nytte af den effektive spredning til gunstige spiringssteder, mens myrerne får adgang til et næringsrigt fødemne. Udviklingen er sket i to miljøer: Skovbund og steppe. I skovbunden mangler vinden som spredningsmetode, og derfor har planterne udviklet andre spredningsmetoder og heriblandt dannelse af myrelegemer. På den tørre steppe er der kun få, egnede spiresteder, og derfor har det været fordelagtigt at kunne få sine frø placeret klos op ad myreboerne. Myrelegemer er eksempler på konvergerende evolution, hvor tusinder af forskellige arter har udviklet samme løsning uafhængigt af hinanden.

## Arter med myrelegeme
- Almindelig Mælkeurt
- Almindelig Sandskæg
- Almindelig Stedmoderblomst
- Almindelig Vintergæk
- Blodurt
- Dværg-Hjerteblomst
- Døvnælde
- Gul Lærkespore
- Hulrodet Lærkespore
- Hunde-Viol
- Hvid Anemone
- Blå Anemone
- Kæmpe-Star
- Langstilket Lærkespore
- Liden Vortemælk
- Lund-Vortemælk
- Læge-Oksetunge
- Mark-Frytle
- Nikkende Star
- Nikkende Tidsel
- Ricinus
- Ru Kulsukker
- Sibirisk Vinterportulak
- Stiv Star
- Stor Knopurt
- Storblomstret Treblad
- Svaleurt
- Vedbend-Vandranunkel

Hos Vortemælk-familien kaldes myrelegemerne for karunkler (af latin: caruncula = "vorte").
- Afzelia africana frø med myrelegemer
- Karunkelfrø hos Ricinus (Ricinus communis)